# سید محمود میرلوحی
سید محمود میرلوحی جوابادی معاون پارلمانی وزارت کشور در دولت اصلاحات عضو شورای اسلامی شهر تهران در دوره پنجم، ۱۱ سخنگوی ائتلاف فراگیر اصلاح‌طلبان جمهوری اسلامی ایران ائتلاف فراگیر اصلاح‌طلبان: گام دوم، قائم‌مقام ستاد انتخابات اصلاح‌طلبان تهران و از مسئولین ستاد انتخاباتی سید محمد خاتمی بوده‌است؛ و در انتخابات سال ۱۳۹۶ معاون حقوقی ستاد انتخاباتی حسن روحانی بود.
میرلوحی در دوره پنجم شورای اسلامی شهر تهران، عضو کمیسیون برنامه و بودجه و عضو کمیسیون نظارت و حقوقی بود، وی همچنین سابقه ریاست کمیسیون شهرسازی و معماری و ریاست کمیته اقتصادی و تنظیم مقررات شهری را برعهده داشت.
او در دهمین دوره انتخابات مجلس شورای اسلامی با اینکه در لیست اصلاح طلبان قرار گرفته بود، توسط شورای نگهبان رد صلاحیت شد و به حمایت از لیست جایگزین شورای عالی اصلاح طلبان پرداخت. وی با حضور در فرمانداری تهران در پنجمین دوره انتخابات شورای شهر، از حوزه انتخاباتی شهر تهران ثبت نام کرد. سید محمود میرلوحی پیش از اعلام لیست شورای عالی سیاستگذاری اصلاح طلبان همچون دوره قبل همه افراد خواهان قرار گرفتن در لیست اصلاح طلبان را به رعایت اخلاق و پایبندی به میثاق اصلاح طلبی دعوت کرده و طی مصاحبه ای بیان کرد نامزدهایی که در لیست قرار نمی‌گیرند نباید اخلاق زیرپا بگذارند میرلوحی با قرار گرفتن در لیست شورای عالی سیاستگذاری اصلاح طلبان و با اخذ ۱۱۲۱۲۳۷ رأی توانست به شورای شهر تهران وارد شود.